# Ali Abad
Pour les articles homonymes, voir Abad.
Ali Abad est une ville du nord-est de l'Iran, à l'extrémité sud-est de la mer Caspienne, de la province du Golestan, située à 440 km de Téhéran.

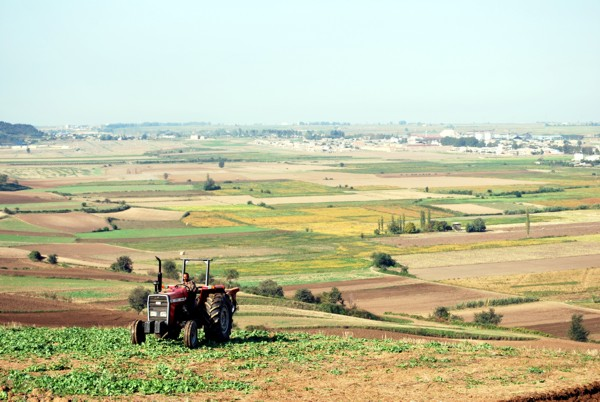
Vue sur les alentours d’Ali Abad.

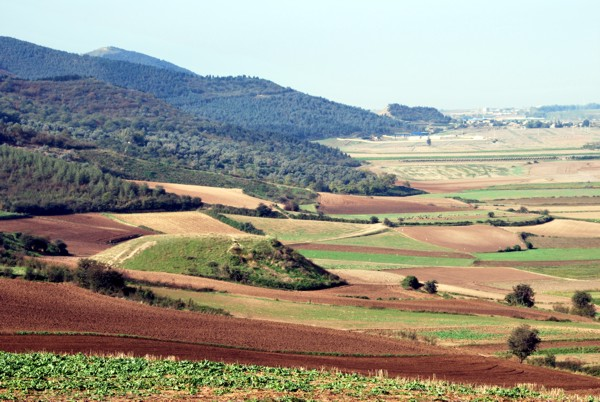
Autre vue sur les alentours d’Ali Abad.

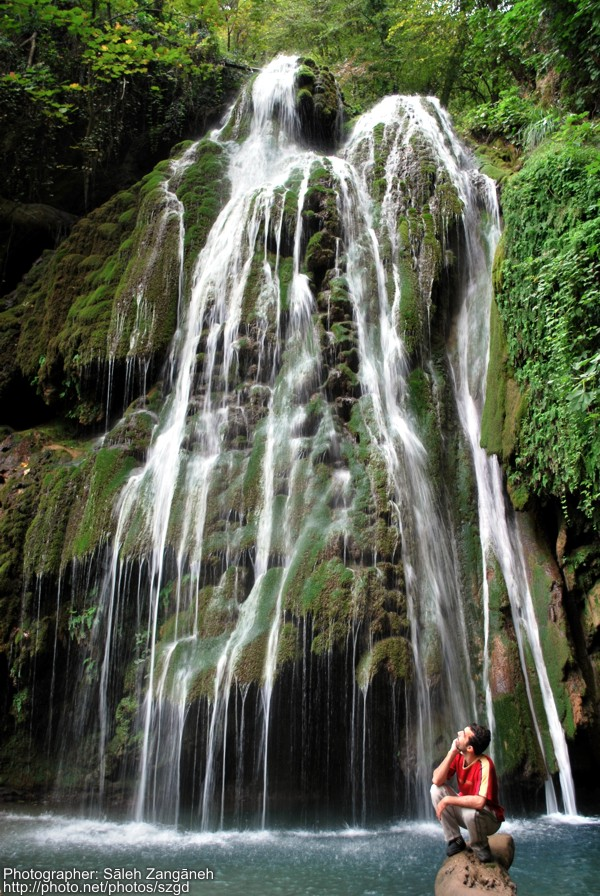
Chute de Kabudval.